# Lista de aeroportos da Região Nordeste do Brasil
Esta é uma lista dos principais aeroportos da Região Nordeste do Brasil. Em formato de tabela, são trazidos os principais aeroportos da Região Nordeste do Brasil, separados por administrador e localização estadual, constando nome oficial e/ou nome pelo qual são conhecidos, a sigla IATA e/ou o código ICAO.
| Localização         | Federais | Estaduais | Municipais | Privados |
| ------------------- | --- | --- | --- | --- |
| Alagoas             | Infraero - Aeroporto Internacional Zumbi dos Palmares (MCZ/SBMO) - Rio Largo | | - Aeroporto Internacional de Arapiraca (APQ/SNAL) - Arapiraca - Aeroporto de Penedo (***/SNPE) - Penedo - Aeroporto Manduca Leão (SNML) - Rio Largo | |
| Bahia ·             | Infraero - Aeroporto Jorge Amado (IOS/SBIL) - Ilhéus - Aeroporto de Paulo Afonso (PAV/SBUF) - Paulo Afonso                                                                            | AGERBA - Aeroporto de Barreiras (BRA/SNBR) Barreiras - Aeroporto de Bom Jesus da Lapa (LAZ/SBLP)- Bom Jesus da Lapa - Aeroporto João Durval Carneiro (FEC/SNJD) Feira de Santana - Aeroporto Horácio de Mattos (LEC/SBLE) Lençóis - Aeroporto de Porto Seguro (BPS/SBPS) Porto Seguro - Aeroporto 9 de maio (TXF/SNTF) Teixeira de Freitas - Aeroporto de Valença (VAL/SNVB) Valença - Aeroporto Glauber Rocha (VDC/SBQV) Vitória da Conquista | | - Aeroporto Terravista (***/SBTV) Porto Seguro - Aeroporto de Una-Comandatuba (UNA/SBTC) Una - Aeroporto Internacional Dep. Luís Eduardo Magalhães (SSA/SBSV) - Salvador |
| Ceará               | Infraero - Aeroporto Regional do Cariri (JDO/SBJU) - Juazeiro do Norte | | - Aeroporto de Aracati (***/SNAT) - Aracati - Aeroporto Coronel Virgílio Távora (SNMB) - Boa Viagem - Aeroporto Pinto Martins (CMC/SNWC) - Camocim - Aeroporto de Campos Sales (SNCS) - Campos Sales - Aeroporto de Crateús (***/SNWS) - Crateús - Aeroporto de Iguatu (IGT/SNIG) - Iguatu - Aeroporto de Itapipoca - Itapipoca - Aeroporto Internacional de Jericoacoara (JJD/SBJE) - Cruz - Aeroporto de Mombaça (SNMB) - Mombaça - Aeroporto de Morada Nova (SNMO) - Morada Nova - Aeroporto de Limoeiro do Norte (***/SNLM) - Limoeiro do Norte - Aeroporto de Quixadá (***/SNQX) - Quixadá - Aeroporto de Sobral (QBX/SNOB) - Sobral - Aeroporto de Tamboril (SNTL) - Tamboril | - Aeroporto Internacional Pinto Martins (FOR/SBFZ) - Fortaleza |
| Maranhão            | Infraero - Aeroporto de Imperatriz (IMP/SBIZ) - Imperatriz - Aeroporto Internacional Marechal Cunha Machado (SLZ/SBSL) - São Luís AEB - Aeroporto de Alcântara (QAH/SNCW) - Alcântara | | - Aeroporto de Alto Parnaíba (APY/SNAI) - Alto Parnaíba - Aeroporto de Bacabal (SNBI) - Bacabal - Aeroporto de Balsas (BSS/SNBS) - Balsas - Aeroporto de Barra do Corda (BDC/SNBC) - Barra do Corda - Aeroporto de Barreirinhas - Barreirinhas - Aeroporto de Benedito Leite (SNBT) - Benedito Leite - Aeroporto de Brejo (SNRJ) - Brejo - Aeroporto de Carolina (CLN/SBCI) - Carolina - Aeroporto de Carutapera (CTP/SNCP) - Carutapera - Aeroporto de Caxias - Caxias - Aeroporto de Codó (SNXH) - Codó - Aeroporto de Coelho Neto (SIDB)- Coelho Neto - Aeroporto de Colinas (SNKL) - Colinas - Aeroporto de Coroatá (SNOA) - Coroatá - Aeroporto de Cururupu (CPU/SNCU) - Cururupu - Aeroporto de Grajaú (SNGJ) - Grajaú - Aeroporto de Guimarães (SNYW) - Guimarães - Aeroporto de Pastos Bons (SNPB) - Pastos Bons - Aeroporto de Pinheiro (PHI/SNYE) - Pinheiro - Aeroporto de Paço do Lumiar (SNOZ) - Paço do Lumiar - Aeroporto de Raposa (SIPB) - Raposa - Aeroporto de Riachão (SNRX) - Riachão - Aeroporto de Santa Inês (SJBY) - Santa Inês - Aeroporto de São Bento (SNSB) - São Bento - Aeroporto de São Domingos do Maranhão (SNDG) - São Domingos do Maranhão - Aeroporto de Timon (SNDR) - Timon - Aeroporto de Turiaçu (SNTU) - Turiaçu - Aeroporto de Tutóia - Tutóia - Aeroporto de Urbano Santos (SNUD) - Urbano Santos | |
| Paraíba             | Infraero - Aeroporto Internacional Presidente Castro Pinto (JPA/SBJP) - Bayeux - Aeroporto Presidente João Suassuna (CPV/SBKG) - Campina Grande                                       | | - Aeroporto de Cajazeiras - Aeroporto de Catolé do Rocha (SIBU) - Catolé do Rocha - Aeroporto de Conceição (SIBW) - Conceição - Aeroporto de Itaporanga (SIBZ) - Itaporanga - Aeroporto de Monteiro (SIBY) - Monteiro - Aeroporto de Patos (**/SNTS) - Patos - Aeroporto de Guarabira = Guarabira - Aeroporto de Rio Tinto - Rio Tinto - Aeroporto de Sousa (**/SNQD) - Sousa - Aeroporto de Cuité (SICB) -Cuité | |
| Pernambuco ·        | Infraero - Aeroporto de Petrolina - (Aeroporto Internacional Senador Nilo Coelho) (PNZ/SBPL) - Petrolina                                                                              | - Aeroporto de Afogados da Ingazeira (SNTB) - Afogados da Ingazeira - Aeroporto de Araripina (SNAB) - Araripina - Aeroporto de Arcoverde (SNAE) - Arcoverde - Aeroporto de Belém de São Francisco (SNFR) - Belém de São Francisco - Aeroporto de Belo Jardim (SNBJ) - Belo Jardim - Aeroporto de Caruaru (CAU/SNRU) - Caruaru - Aeroporto de Fernando de Noronha (FEN/SBFN) - Fernando de Noronha - Aeroporto de Garanhuns (QGP/SNGN) - Garanhuns - Aeroporto de Ouricuri (SNOY) - Ouricuri - Aeroporto de Pesqueira (SNPQ) - Pesqueira - Aeroporto de Salgueiro (SNSG) - Salgueiro - Aeroporto de Serra Talhada(SNHS) - Serra Talhada - Aeroporto de Sertânia (SNUW) - Sertânia | | - Aeroporto Internacional dos Guararapes Gilberto Freyre (REC/SBRF) - Recife - Aeroclube de Pernambuco (Recife) - Aeródromo Coroa do Avião (SIFC) - Igarassu |
| Piauí ·             | Infraero - Aeroporto Internacional Prefeito Dr.João Silva Filho (PHB/SBPB) - Parnaíba - Aeroporto Senador Petrônio Portella (THE/SBTE) - Teresina                                     | | - Aeroporto de Bom Jesus (SNGG) - Bom Jesus - Aeroporto de Corrente (SNKR) - Corrente - Aeroporto de Floriano (FLB/SNQG) - Floriano - Aeroporto de Gilbués (SNGB) - Gilbués - Aeroporto de Guadalupe (SMGD) - Guadalupe - Aeroporto de Oeiras (SNOE) - Oeiras - Aeroporto de Picos (PCS/SNPC) - Picos - Aeroporto de São Raimundo Nonato (***/SNSN) - São Raimundo Nonato | |
| Rio Grande do Norte | Infraero - Aeroporto Internacional Augusto Severo (SBNT) - Parnamirim Força Aérea Brasileira - Aeroporto de Maxaranguape (MXN/SNXX) - Maxaranguape                                    | Departamento de Estradas de Rodagens - DER - Aeroporto Dix-Sept Rosado (MVF/SBMS) - Mossoró - Aeroporto de Caicó (SNKK) - Caicó - Aeroporto de Currais Novos (SNKN) - Currais Novos - Aeroporto de Pau dos Ferros (SSKJ) - Pau dos Ferros | - Aeroporto de Assu (SNUC) - Assu - Aeroporto de Jardim de Angicos (SNJA) - Jardim de Angicos - Aeroporto de Jardim do Seridó (SNJS) - Jardim do Seridó - Aeroporto de Ceará-Mirim ou Aeroclube Potiguar (SNOG) - Ceará-Mirim | Concessão (Inframérica) - Aeroporto Internacional Governador Aluízio Alves (NAT/SBSG) - São Gonçalo do Amarante Outros - Aeródromo Stratus Ale (SSAZ) - Natal - Aeródromo Severino Lopes (SJBX) - São José de Mipibu - Aeródromo Campos de Melo (SSCE) - São José de Mipibu - Aeródromo Fazenda Bebida Velha (SNZO) - Touros - Aeródromo Kareli (SDVZ) - Parelhas - Heliporto do Pólo Industrial (SNHI) - Guamaré - Heliporto da Termoaçu (SNJY) - Alto do Rodrigues |
| Sergipe             | Infraero - Aeroporto Internacional de Aracaju (AJU/SBAR) - Aracaju | | - Aeroporto de Propriá (SNOP)- Propriá - Aeroporto de Canindé de São Francisco (SNOP) - Canindé de São Francisco - Aeroporto de Simão Dias (SNOP) - Simão Dias | |